# Podopterotegaeus bisetus
Podopterotegaeus bisetus är en kvalsterart som beskrevs av Yu.A. Pankov 1984. Podopterotegaeus bisetus ingår i släktet Podopterotegaeus och familjen Podopterotegaeidae. Inga underarter finns listade i Catalogue of Life.